# サラヘディン・バシル
サラへディン・ジュゼッペ・バシル（Salaheddine Giuseppe Bassir、1972年9月5日 - ）は、モロッコ・カサブランカ出身の元同国代表サッカー選手。現役時代のポジションはFW。

## 来歴

### クラブ
1997年、当時国際大会の常連となっていたデポルティーボ・ラ・コルーニャに移籍。加入1シーズン目となった1997-98シーズンは、リーグ戦21試合5得点という成績を残し、いずれもリーグ戦ラスト8試合で決めた5得点だった。しかし、翌シーズンは15試合で無得点に終わると、その後2シーズンは公式戦出場がわずか1試合に終わった。
2001-02シーズンは、LOSCリールでプレー。リーグ戦には22試合に出場したが、得点を奪えなった。一方、自身初となるUEFAチャンピオンズリーグの舞台では6試合で2得点を挙げた。

### 代表
1994年からモロッコ代表に招集され始め、1998 FIFAワールドカップやシドニー五輪に出場した。

## 代表歴

### 出場大会
- モロッコ代表
  - 1998 FIFAワールドカップ

### 試合数
- 国際Aマッチ 58試合 25得点（1994年-2002年）[2]

| モロッコ代表 | 国際Aマッチ | 国際Aマッチ |
| 年           | 出場        | 得点        |
| ------------ | ----------- | ----------- |
| 1994         | 1           | 0           |
| 1995         | 1           | 0           |
| 1996         | 9           | 5           |
| 1997         | 8           | 8           |
| 1998         | 12          | 9           |
| 1999         | 7           | 1           |
| 2000         | 8           | 1           |
| 2001         | 8           | 1           |
| 2002         | 4           | 0           |
| 通算         | 58          | 25          |

## タイトル

### クラブ
デポルティーボ・ラ・コルーニャ
- ラ・リーガ : 1回 (1999-00)
- スーペルコパ・デ・エスパーニャ : 1回 (2000-01)